# Conversaciones entre amigos
Publicada en 2017, Conversaciones entre amigos es la novela debut de la autora irlandesa Sally Rooney. Trata sobre dos jóvenes mujeres que se involucran  en la escena literaria de Dublín con una pareja que es mayor que ellas. La novela fue publicada por Faber and Faber, y elogiada por la crítica. En 2022, se estrenó una adaptación televisiva, también llamada Conversaciones entre amigos .

## Contexto
El libró se completó cuando Rooney aún estudiaba para escribir y terminar su maestría en literatura estadounidense. El libro fue sujeto a una subasta de siete partes por los derechos de publicación. Finalmente, los derechos se vendieron en doce países.
Originalmente, la novela se publicó en junio de 2017 por Faber and Faber. Fue nominada al Premio Dylan Thomas 2018 y al Premio Folio 2018.

## Trama
La novela transcurre en Dublín, donde estudian Frances (narradorra de la historia) y Bobbi, que son tanto amigas como expareja. Conocen a Melissa, una ensayista y fotógrafa treintañera que se interesa por ellas cuando interpretan palabra hablada. Cuando las invita a su casa, conocen a su marido Nick, que es actor. Las vidas de los cuatro personajes comienzan a enredarse cuando Frances comienza una aventura con Nick, y Bobbi se vuelve más cercana a Melissa..

## Recepción
Conversaciones entre amigos recibió reseñas positivas. En general, los críticos aclamaron la prosa de Rooney, su claridad y sus nítidos personajes. Alexandra Schwartz elogia a Rooney en The New Yorker, destacando que "escribe con una confianza rara y emocionante, en un estilo lúcido y exigente, alejado del tipo de imágenes esteroidales y las luces estroboscópicas del lenguaje figurativo que tantos novelistas emplean diligentemente." Schwartz continúa, "un aspecto maravilloso de la consistentemente maravillosa novela de Rooney es la feroz claridad con la que examina el autoengaño que tan a menudo acompaña al supuesto autoconocimiento". De manera similar, The Guardian aclamó a la autora, señalando la manera en la que "Rooney escribe tan bien acerca de la condición de ser una mujer joven y talentosa pero autodestructiva, tanto mental como físicamente. Es consciente de las barreras invisibles que aprisionan a los aparentemente libres.". En una reseña para Slate, Katy Waldman describe cómo "Sally Rooney es una plantadora de pequeñas sorpresas, sembrándolas como minas terrestres. Se relacionan con el comportamiento y la psicología: los personajes toman el camino que no es el esperado, van de la pasividad a la agresión y viceversa." Waldman continúa aplaudiendo la novela y destaca que "la propia Rooney es aguda y sensible: puede que haya colgado a estas frágiles criaturas en un tablón, pero su ojo no es cruel. Bobbi, Frances, Nick y Melissa sobresalen con sus bromas entrañables y sus revelaciones tímidas y vulnerables. Son todos increíblemente agudos, hiper verbales."

## Adaptación televisiva
Tras el éxito de la adaptación de Normal People (2020), basada en la segunda novela homónima de Rooney, Hulu / BBC Three anunció su intención de desarrollar una adaptación televisiva de Conversaciones entre amigos . El director Lenny Abrahamson y la escritora Alice Birch se unieron al proyecto, que se lanzó en mayo de 2022. El elenco incluye a  Alison Oliver, que interpreta a Frances, Sasha Lane a Bobbi, Jemima Kirke a Melissa y Joe Alwyn a Nick.